# Probištip
Probištip (v makedonské cyrilici Пробиштип) je město ve Východním regionu Severní Makedonie. Žije zde 10 826 obyvatel.
Město se nachází v Osogovských horách, které byly dobře známy a osídleny již během existence Římské říše, především díky dobré dostupnosti rud a minerálů. Těžební činnost v blízkosti Probištipu, ze které profitovalo i městečko samotné, pokračovala až do dob existence socialistické Jugoslávie a úspěšně se rozvíjela. V roce 1937 byla původně malá vesnice rozšířena a byla zde postavena i elektrárna. Důl Zletovo, který sloužil k těžbě olova a zinku, byl roku 1976 doplněn ještě o továrnu na výrobu akumulátorů a baterií.
V blízkosti města se také nachází klášter Gabriela Lesnovského.